# Josef Wagner (Politiker, 1877)
Josef Wagner (* 20. April 1877 in Ebernhahn im Westerwaldkreis; † 11. März 1945 ebenda) war ein deutscher Landwirt, Bürgermeister und Mitglied des Provinziallandtages der Provinz Hessen-Nassau.

## Leben
Josef Wagner betrieb in seiner Heimatgemeinde eine Landwirtschaft, betätigte sich politisch in der 
Christlichen Gewerkschaftsbewegung und wurde Gewerkschaftssekretär.
Er übernahm das Amt des Bürgermeisters in Ebernhahn und erhielt als Mitglied der Christlichen Volkspartei 1920 ein Mandat für den Nassauischen Kommunallandtag des preußischen Regierungsbezirks Wiesbaden bzw. für den Provinziallandtag der Provinz Hessen-Nassau. Von 1922 bis 1925 war er als Mitglied der Zentrumspartei Hessen in dem Parlament. 
Er fand am 11. März 1945 bei einem Bombenangriff den Tod. 